# Copa Asiática Femenina de la AFC de 2018
La XIX Copa Asiática Femenina de la AFC de 2018 fue la 19.ª edición de la Copa Asiática Femenina de la AFC; se realizó en la ciudad de Amán, Jordania, del 6 al 20 de abril de 2018. Este torneo determina a los 5 equipos clasificados para la Copa Mundial Femenina de Fútbol de 2019.

## Clasificación
Los 8 cupos para la Copa fueron distribuidos de la siguiente manera: 3 para los 3 mejores clasificados en la previa edición, los 4 restantes para los ganadores de una clasificatoria y el último para el equipo sede del torneo.
Los equipos clasificados directamente fueron: Jordania, Japón, Australia y China.

## Equipos participantes
El sorteo de los grupos se efectuará en diciembre de 2017.
| Equipos participantes | Equipos participantes | Equipos participantes | Equipos participantes |
| --------------------- | --------------------- | --------------------- | --------------------- |
| Australia             | Corea del Sur         | Japón                 | Tailandia             |
| China                 | Filipinas             | Jordania              | Vietnam               |

## Sedes
- Dos estadios en la ciudad de Amán serán las sedes del torneo.

| Estadio Internacional de Amán | Estadio Rey Abdullah II |
| Capacidad: 25,000             | Capacidad: 18,000       |
|                               |                         |

## Formato
El torneo consistirá en dos grupos de 4 equipos donde los 2 mejores de cada grupo avanzarán a la segunda ronda. Habrá un partido entre los dos terceros de cada grupo para determinar al quinto mejor participante del torneo, mientras que los cuatro mejores equipos se midierán en encuentros de eliminación directa consistiendo en semifinales, partido por el 3º lugar y final.

## Fase de grupos

### Grupo A
| Equipo    | PJ | PG | PE | PP | GF | GC | Dif | Pts |
| --------- | -- | -- | -- | -- | -- | -- | --- | --- |
| China     | 3  | 3  | 0  | 0  | 15 | 1  | 14  | 9   |
| Tailandia | 3  | 2  | 0  | 1  | 9  | 6  | 3   | 6   |
| Filipinas | 3  | 1  | 0  | 2  | 3  | 7  | -4  | 3   |
| Jordania  | 3  | 0  | 0  | 3  | 3  | 16 | -13 | 0   |

|  | Clasificado a la siguiente ronda.     |
|  | Disputa partido por el quinto puesto. |

| 6 de abril de 2018 | China                                              | 4:0 (0:0) | Tailandia | Estadio Internacional, Amán                              |                                                          |
|                    | Song Duan 56', 77' · Wang Shuang 63' · Li Ying 67' | Reporte   |           | Asistencia: 5 060 espectadores Árbitro(s): Kate Jacewicz | Asistencia: 5 060 espectadores Árbitro(s): Kate Jacewicz |

| 6 de abril de 2018 | Jordania   | 1:2 (1:0) | Filipinas              | Estadio Internacional, Amán                            |                                                        |
|                    | Jbarah 15' | Reporte   | Khair 51' · Bolden 76' | Asistencia: 9 473 espectadores Árbitro(s): Ri Hyang-ok | Asistencia: 9 473 espectadores Árbitro(s): Ri Hyang-ok |

| 9 de abril de 2018 | Filipinas | 0:3 (0:2) | China                         | Estadio Rey Abdullah II, Amán                            |                                                          |
|                    |           | Reporte   | Li Ying 17', 57' · Ma Jun 31' | Asistencia: 5 000 espectadores Árbitro(s): Casey Reibelt | Asistencia: 5 000 espectadores Árbitro(s): Casey Reibelt |

| 9 de abril de 2018 | Tailandia                                                                    | 6:1 (4:1) | Jordania    | Estadio Rey Abdullah II, Amán                                |                                                              |
|                    | Nildhamrong 1', 69' · Dangda 6' · Intamee 39' · Sung-Ngoen 41' · Sornsai 90' | Reporte   | Jebreen 43' | Asistencia: 5 000 espectadores Árbitro(s): Yoshimi Yamashita | Asistencia: 5 000 espectadores Árbitro(s): Yoshimi Yamashita |

| 12 de abril de 2018 | Jordania       | 1:8 (1:2) | China                                                                                    | Estadio Internacional, Amán |                           |
|                     | Abu-Sabbah 17' | Reporte   | Wang Shuang 14', 53', 84' · Khair 41' · Song Duan 51' · Li Ying 60' 72' · Tang Jiali 86' | Árbitro(s): Công Thị Dung   | Árbitro(s): Công Thị Dung |

| 12 de abril de 2018 | Tailandia                        | 3:1 (1:0) | Filipinas   | Estadio Rey Abdullah II, Amán |                            |
|                     | Sung-Ngoen 28' 53' · Intamee 62' | Reporte   | Shugg 90+3' | Árbitro(s): Oh Hyeon-jeong    | Árbitro(s): Oh Hyeon-jeong |

### Grupo B
| Equipo        | PJ | PG | PE | PP | GF | GC | Dif | Pts |
| ------------- | -- | -- | -- | -- | -- | -- | --- | --- |
| Australia     | 3  | 1  | 2  | 0  | 9  | 1  | 8   | 5   |
| Japón         | 3  | 1  | 2  | 0  | 5  | 1  | 4   | 5   |
| Corea del Sur | 3  | 1  | 2  | 0  | 4  | 0  | 4   | 5   |
| Vietnam       | 3  | 0  | 0  | 3  | 0  | 16 | -16 | 0   |

|  | Clasificado a la siguiente ronda.     |
|  | Disputa partido por el quinto puesto. |

| 7 de abril de 2018 | Japón                                                  | 4:0 (2:0) | Vietnam | Estadio Rey Abdullah II, Amán |                             |
|                    | Yokoyama 3' · Nakajima 17' · Iwabuchi 57' · Tanaka 66' | Reporte   |         | Árbitro(s): Thein Thein Aye   | Árbitro(s): Thein Thein Aye |

| 7 de abril de 2018 | Australia | 0:0     | Corea del Sur | Estadio Rey Abdullah II, Amán |                       |
|                    |           | Reporte |               | Árbitro(s): Qin Liang         | Árbitro(s): Qin Liang |

| 10 de abril de 2018 | Corea del Sur | 0:0     | Japón | Estadio Internacional, Amán |                       |
|                     |               | Reporte |       | Árbitro(s): Qin Liang       | Árbitro(s): Qin Liang |

| 10 de abril de 2018 | Vietnam | 0:8 (0:5) | Australia | Estadio Internacional, Amán  |                              |
|                     |         | Reporte   | Simon 8' · Kennedy 18' · Logarzo 21' · van Egmond 28' · Kerr 44', 51' · Nguyễn Thị Tuyết Dung 71' · Raso 75' | Árbitro(s): Edita Mirabidova | Árbitro(s): Edita Mirabidova |

| 13 de abril de 2018 | Japón         | 1:1 (0:0) | Australia | Estadio Internacional, Amán |                         |
|                     | Sakaguchi 63' | Reporte   | Kerr 86'  | Árbitro(s): Ri Hyang-ok     | Árbitro(s): Ri Hyang-ok |

| 13 de abril de 2018 | Corea del Sur                                           | 4:0 (2:0) | Vietnam | Estadio Rey Abdullah II, Amán |                            |
|                     | Cho So-hyun 14' · Lee Geum-min 38' · Lee Min-a 49', 73' | Reporte   |         | Árbitro(s): Mahsa Ghorbani    | Árbitro(s): Mahsa Ghorbani |

## Segunda fase

### Cuadro final
|  | Semifinales    | Semifinales |   |       | Final        | Final |  |
|  |                |             |   |       |              |       |  |
|  |                |             |   |       |              |       |  |
|  |                |             |   |       |              |       |  |
|  | China          | 1           |   |       |              |       |  |
|  | Japón          | 3           |   |       |              |       |  |
|  |                |             |   |       |              |       |  |
|  |                |             |   |       |              |       |  |
|  |                |             |   |       | Japón        | 1     |  |
|  |                | Australia   | 0 |       |              |       |  |
|  |                |             |   |       |              |       |  |
|  |                |             |   |       |              |       |  |
|  |                |             |   |       | Tercer lugar |       |  |
|  |                |             |   |       |              |       |  |
|  | Australia (p.) | 2 (3)       |   | China | 3            |       |  |
|  | Tailandia      | 2 (1)       |   |       | Tailandia    | 1     |  |

### Partido por el quinto puesto
| 16 de abril de 2018 | Filipinas | 0:5 (0:2) | Corea del Sur                                                               | Estadio Internacional, Amán |                           |
|                     |           | Reporte   | Jang Sel-gi 34' · Lee Min-a 45+3' · Lim Seon-joo 56' · Cho So-hyun 66', 84' | Árbitro(s): Casey Reibelt   | Árbitro(s): Casey Reibelt |

### Semifinales
| 17 de abril de 2018 | Australia                                                | 2:2 (2:2, 1:1) (t. s.)(3:1 p.) | Tailandia                                     | Estadio Rey Abdullah II, Amán |                              |
|                     | Saengkoon 17' · Kennedy 90+1'                            | Reporte                        | Sung-Ngoen 20' · Thongsombut 63'              | Árbitro(s): Edita Mirabidova  | Árbitro(s): Edita Mirabidova |
|                     |                                                          | Tiros desde el punto penal     |                                               |                               |                              |
|                     | - Van Egmond - Kellond-Knight - De Vanna - Catley - Kerr |                                | - Phancha - Srangthaisong - Intamee - Sornsai |                               |                              |

| 17 de abril de 2018 | China       | 1:3 (0:1) | Japón                           | Estadio Rey Abdullah II, Amán |                         |
|                     | Li Ying 90' | Reporte   | Iwabuchi 39' · Yokoyama 85' 88' | Árbitro(s): Ri Hyang-ok       | Árbitro(s): Ri Hyang-ok |

### Tercer puesto
| 20 de abril de 2018 | China                                           | 3:1     | Tailandia       | Estadio Internacional, Amán   |                               |
|                     | Li Ying 51' · Wang Shanshan 56' · Song Duan 61' | Reporte | Thongsombut 81' | Árbitro(s): Yoshimi Yamashita | Árbitro(s): Yoshimi Yamashita |

### Final
| 20 de abril de 2018 | Japón        | 1:0 (0:0) | Australia | Estadio Internacional, Amán                            |                                                        |
|                     | Yokoyama 84' | Reporte   |           | Asistencia: 3 065 espectadores Árbitro(s): Ri Hyang-ok | Asistencia: 3 065 espectadores Árbitro(s): Ri Hyang-ok |

| Bandera de Japón |
| Campeón Japón    |
| 2° título        |

## Clasificados alMundial de Francia 2019
| Bandera de la República Popular China | Bandera de Tailandia  | Bandera de Australia  | Bandera de Japón      | Bandera de Corea del Sur |
| China                                 | Tailandia             | Australia             | Japón                 | Corea del Sur            |
|                                       |                       |                       |                       |                          |
| Clasificado: 09/04/18                 | Clasificado: 12/04/18 | Clasificado: 13/04/18 | Clasificado: 13/04/18 | Clasificado: 16/04/18    |

## Estadísticas

### Tabla general
| Pos | Selección     | J | V | E | D | GF | GC | DG  | Pts |
| --- | ------------- | - | - | - | - | -- | -- | --- | --- |
| 1.  | Japón         | 5 | 3 | 2 | 0 | 9  | 2  | 7   | 11  |
| 2.  | Australia     | 5 | 1 | 3 | 1 | 11 | 4  | 7   | 6   |
| 3.  | China         | 5 | 4 | 0 | 1 | 19 | 5  | 14  | 12  |
| 4.  | Tailandia     | 5 | 2 | 1 | 2 | 12 | 11 | 1   | 7   |
| 5.  | Corea del Sur | 4 | 2 | 2 | 0 | 9  | 0  | 9   | 8   |
| 6.  | Filipinas     | 4 | 1 | 0 | 3 | 3  | 12 | -9  | 3   |
| 7.  | Jordania      | 3 | 0 | 0 | 3 | 3  | 16 | -13 | 0   |
| 8.  | Vietnam       | 3 | 0 | 0 | 3 | 0  | 16 | -16 | 0   |

- J=Partidos jugados; G=Partidos ganados; E=Partidos empatados; P=Partidos perdidos; GF=Goles a favor; GC=Goles en contra; Dif=Diferencia de goles; Pts=Puntos.

### Goleadoras
7 goles
- Li Ying

4 goles
| - Song Duan - Wang Shuang | - Kumi Yokoyama - Kanjana Sungngoen |  |

3 goles
| - Sam Kerr - Lee Min-a | - Cho So-Hyun |  |

2 goles
| - Alanna Kennedy - Mana Iwabuchi | - Rattikan Thongsombut - Silawan Intamee | - Suchawadee Nildhamrong |

1 gol
| - Chloe Logarzo - Hayley Raso - Kyah Simon - Emily van Egmond - Ma Jun - Tang Jiali - Wang Shanshan | - Emi Nakajima - Mina Tanaka - Mizuho Sakaguchi - Maysa Jbarah - Shahnaz Jebreen - Sarah Abu-Sabbah - Lee Geum-Min | - Jang Sel-Gi - Lim Seon-Joo - Sarina Bolden - Jesse Shugg - Taneekarn Dangda - Pitsamai Sornsai |

2 autogoles
- Yasmeen Khair (vs China y Filipinas)

1 autogol
- Kanjanaporn Saengkoon (vs Australia)
- Nguyễn Thị Tuyết Dung (vs Australia)

## Premios
| Premio       |  | Jugadora      | Selección |
| ------------ |  | ------------- | --------- |
| Balón de Oro |  | Mana Iwabuchi | Japón     |
| Bota de Oro  |  | Li Ying       | China     |

| Premio                 |  | Selección |
| ---------------------- |  | --------- |
| Premio al Juego Limpio |  | Japón     |